# Internazionali Femminili di Palermo
The Internazionali Femminili di Palermo, cunoscut și sub numele de Palermo Ladies Open, este un turneu de tenis feminin din Palermo, Italia, care se joacă pe terenuri cu zgură, în aer liber, la Country Time Club. Primele două ediții au făcut parte din Circuitul Satelit și din 1990 a făcut parte din Turul WTA. Turneul a fost clasificat fie ca un eveniment WTA Tier IV sau Tier V din 1990 până în 2008 și a devenit un turneu internațional în 2009. În 2014, licența pentru eveniment a fost vândută timp de șase ani către Kuala Lumpur Malaysian Open (contract pe 3 ani cu o opțiune pentru încă trei). Turneul a revenit la Palermo în 2019 ca un eveniment internațional WTA, înlocuind Jiangxi International Women’s Tennis Open, care este acum mutat în calendarul de toamnă ca parte a seriei China Open.

## Rezultate

### Simplu
| An                       | Campioană                   | Finalistă                  | Scor               |
| ------------------------ | --------------------------- | -------------------------- | ------------------ |
| ↓ Turneu Tier V ↓        |                             |                            |                    |
| 1990                     | Isabel Cueto                | Barbara Paulus             | 6–2, 6–3           |
| 1991                     | Mary Pierce                 | Sandra Cecchini            | 6–0, 6–3           |
| 1992                     | Mary Pierce (2)             | Brenda Schultz             | 6–1, 6–7(3–7), 6–1 |
| ↓ Tier IV tournament ↓   |                             |                            |                    |
| 1993                     | Radka Bobková               | Mary Pierce                | 6–3, 6–2           |
| 1994                     | Irina Spîrlea               | Brenda Schultz             | 6–4, 1–6, 7–6(7–5) |
| 1995                     | Irina Spîrlea (2)           | Sabine Hack                | 7–6(7–1), 6–2      |
| 1996                     | Barbara Schett              | Sabine Hack                | 6–3, 6–3           |
| 1997                     | Sandrine Testud             | Elena Makarova             | 7–5, 6–3           |
| 1998                     | Patty Schnyder              | Barbara Schett             | 6–1, 5–7, 6–2      |
| 1999                     | Anastasia Myskina           | Ángeles Montolio           | 3–6, 7–6(7–4), 6–2 |
| 2000                     | Henrieta Nagyová            | Pavlina Nola               | 6–3, 7–5           |
| ↓ Turneu Tier V ↓        |                             |                            |                    |
| 2001                     | Anabel Medina Garrigues     | Cristina Torrens Valero    | 6–4, 6–4           |
| 2002                     | Mariana Díaz Oliva          | Vera Zvonareva             | 6–7(6–8), 6–1, 6–3 |
| 2003                     | Dinara Safina               | Katarina Srebotnik         | 6–3, 6–4           |
| 2004                     | Anabel Medina Garrigues (2) | Flavia Pennetta            | 6–4, 6–4           |
| ↓ Turneu Tier IV ↓       |                             |                            |                    |
| 2005                     | Anabel Medina Garrigues (3) | Klára Koukalová            | 6–4, 6–0           |
| 2006                     | Anabel Medina Garrigues (4) | Tathiana Garbin            | 6–4, 6–4           |
| 2007                     | Ágnes Szávay                | Martina Müller             | 6–0, 6–1           |
| 2008                     | Sara Errani                 | Mariya Koryttseva          | 6–2, 6–3           |
| ↓ Turneu internațional ↓ |                             |                            |                    |
| 2009                     | Flavia Pennetta             | Sara Errani                | 6–1, 6–2           |
| 2010                     | Kaia Kanepi                 | Flavia Pennetta            | 6–4, 6–3           |
| 2011                     | Anabel Medina Garrigues (5) | Polona Hercog              | 6–3, 6–2           |
| 2012                     | Sara Errani (2)             | Barbora Záhlavová-Strýcová | 6–1, 6–3           |
| 2013                     | Roberta Vinci               | Sara Errani                | 6–3, 3–6, 6–3      |
| 2014–18                  | Nu s-a ținut                | Nu s-a ținut               | Nu s-a ținut       |
| 2019                     | Jil Teichmann               | Kiki Bertens               | 7–6(7–3), 6–2      |
| 2020                     | Fiona Ferro                 | Anett Kontaveit            | 6–2, 7–5           |
| 2021                     | Danielle Collins            | Elena-Gabriela Ruse        | 6–4, 6–2           |
| 2022                     | Irina-Camelia Begu          | Lucia Bronzetti            | 6–2, 6–2           |
| 2023                     | Zheng Qinwen                | Jasmine Paolini            | 6–4, 1–6, 6–1      |

### Dublu
| An      | Campioane                                              | Finaliste                                           | Scor                  |
| ------- | ------------------------------------------------------ | --------------------------------------------------- | --------------------- |
| 1990    | Laura Garrone Karin Kschwendt                          | Florencia Labat Barbara Romanò                      | 6–2, 6–4              |
| 1991    | Mary Pierce Petra Langrová                             | Laura Garrone Mercedes Paz                          | 6–3, 6–7(5), 6–3      |
| 1992    | Halle Cioffi María José Gaidano                        | Petra Langrová Ana Segura                           | 6–3, 4–6, 6–3         |
| 1993    | Karin Kschwendt Natalia Medvedeva                      | Silvia Farina Elia Brenda Schultz                   | 6–4, 7–6              |
| 1994    | Ruxandra Dragomir Laura Garrone (2)                    | Alice Canepa Giulia Casoni                          | 6–1, 6–0              |
| 1995    | Radka Bobková Petra Langrová (2)                       | Petra Schwarz Katarína Studeníková                  | 6–4, 6–1              |
| 1996    | Janette Husárová Barbara Schett                        | Florencia Labat Barbara Rittner                     | 7–6, 6–1              |
| 1997    | Silvia Farina Elia Barbara Schett (2)                  | Florencia Labat Mercedes Paz                        | 2–6, 6–1, 6–4         |
| 1998_   | Pavlina Nola Elena Wagner                              | Patty Schnyder Barbara Schett                       | 6–4, 6–2              |
| 1999    | Tina Križan Katarina Srebotnik                         | Åsa Carlsson Sonya Jeyaseelan                       | 4–6, 6–3, 6–0         |
| 2000    | Silvia Farina Elia (2) Rita Grande                     | Ruxandra Dragomir Virginia Ruano Pascual            | 6–4, 0–6, 7–6         |
| 2001    | Tathiana Garbin Janette Husárová (2)                   | María José Martínez Sánchez Anabel Medina Garrigues | 4–6, 6–2, 6–4         |
| 2002    | Evgenia Kulikovskaya Ekaterina Sysoeva                 | Lubomira Bacheva Angelika Rösch                     | 6–4, 6–3              |
| 2003    | Adriana Serra Zanetti Emily Stellato                   | María José Martínez Sánchez Arantxa Parra Santonja  | 6–4, 6–2              |
| 2004    | Anabel Medina Garrigues Arantxa Sánchez-Vicario        | Ľubomíra Kurhajcová Henrieta Nagyová                | 6–3, 7–6(4)           |
| 2005    | Giulia Casoni Mariya Koryttseva                        | Klaudia Jans Alicja Rosolska                        | 4–6, 6–3, 7–5         |
| 2006    | Janette Husárová (3) Michaëlla Krajicek                | Alice Canepa Giulia Gabba                           | 6–0, 6–0              |
| 2007    | Mariya Koryttseva Darya Kustova                        | Alice Canepa Karin Knapp                            | 6–4, 6–1              |
| 2008    | Sara Errani Nuria Llagostera Vives                     | Alla Kudryavtseva Anastasia Pavlyuchenkova          | 2–6, 7–6(1), 10–4     |
| 2009    | Nuria Llagostera Vives (2) María José Martínez Sánchez | Mariya Koryttseva Darya Kustova                     | 6–1, 6–2              |
| 2010    | Alberta Brianti Sara Errani (2)                        | Jill Craybas Julia Görges                           | 6–4, 6–1              |
| 2011    | Sara Errani (3) Roberta Vinci                          | Andrea Hlaváčková Klára Zakopalová                  | 7–5, 6–1              |
| 2012    | Renata Voráčová Barbora Záhlavová-Strýcová             | Darija Jurak Katalin Marosi                         | 7–6(7–5), 6–4         |
| 2013    | Kristina Mladenovic Katarzyna Piter                    | Karolína Plíšková Kristýna Plíšková                 | 6–1, 5–7, [10–8]      |
| 2014–18 | Nu s-a ținut                                           | Nu s-a ținut                                        | Nu s-a ținut          |
| 2019    | Cornelia Lister Renata Voráčová                        | Ekaterine Gorgodze Arantxa Rus                      | 7–6(7–2), 6–2         |
| 2020    | Arantxa Rus Tamara Zidanšek                            | Elisabetta Cocciaretto Martina Trevisan             | 7–5, 7–5              |
| 2021    | Erin Routliffe Kimberley Zimmermann                    | Natela Dzalamidze Kamilla Rakhimova                 | 7–6(7–5), 4–6, [10–4] |
| 2022    | Anna Bondár Kimberley Zimmermann (2)                   | Amina Anshba Panna Udvardy                          | 6–3, 6–2              |
| 2023    | Yana Sizikova · Kimberley Zimmermann (3)               | Angelica Moratelli Camilla Rosatello                | 6–2, 6–4              |
| 2023    | Alexandra Panova Yana Sizikova (2)                     | Yvonne Cavallé Reimers Aurora Zantedeschi           | 4–6, 6–3, [10–5]      |